# Clasificación de los jóvenes en el Giro de Italia
La clasificación de los jóvenes al Giro de Italia fue instaurada el 1976, siendo una de las clasificaciones secundarias del Giro de Italia. Esta clasificación pulsaba al ciclista menor de 25 años mejor clasificado en la clasificación general. Durante el desarrollo de la cursa el líder de esta clasificación lleva un maillot blanco (maglia bianca) que lo diferencia del resto de corredores. 

## Historia
Entre 1976 y 1994 la edad estaba fijada en 24 años y a partir de 1994 se dejó de disputar esta clasificación. No será hasta el 2007 cuando se retome su reconocimiento, fijándose un nuevo límite de edad en 25 años.
El primer ciclista a ganar la clasificación fue el italiano Alfio Vandi el 1976. Cuatro ciclistas que han ganado este maillot también han ganado la general del Giro de Italia: Yevgueni Berzin en 1994, Nairo Quintana en 2014, Tao Geoghegan Hart en 2020 y Egan Bernal en 2021.
Berzin fue el primero a ganar el maillot rosa y blanco al mismo año (1994), igualado solo veinte años después, el 2014, por el colombiano Nairo Quintana.

## Palmarés
| Año       | Nombre             | Equipo                   | Clasificación general |              |
| --------- | ------------------ | ------------------------ | --------------------- | ------------ |
| 1976      | Alfio Vandi        | Magniflex-Torpado        | 7.º                   |              |
| 1977      | Mario Beccia       | Sanson                   | 9.º                   |              |
| 1978      | Roberto Visentini  | Vibor                    | 15.º                  |              |
| 1979      | Silvano Contini    | Bianchi-Faema            | 5.º                   |              |
| 1980      | Tommy Prim         | Bianchi-Piaggio          | 4.º                   |              |
| 1981      | Giuseppe Faraca    | Hoonved-Bottecchia       | 11.º                  |              |
| 1982      | Marco Groppo       | Metauro Mobili-Pinarello | 9.º                   |              |
| 1983      | Franco Chioccioli  | Vivi-Benotto             | 16.º                  |              |
| 1984      | Charly Mottet      | Renault-Elf              | 21.º                  |              |
| 1985      | Alberto Volpi      | Sammontana-Bianchi       | 10.º                  |              |
| 1986      | Marco Giovannetti  | Gis Gelati-Oece          | 8.º                   |              |
| 1987      | Roberto Conti      | Selca-Conti              | 15.º                  |              |
| 1988      | Stefano Tomasini   | Fanini-Seven Up          | 9.º                   |              |
| 1989      | Vladimir Pulnikov  | Alfa Lum                 | 11.º                  |              |
| 1990      | Vladimir Pulnikov  | Alfa Lum                 | 4.º                   |              |
| 1991      | Massimiliano Lelli | Ceramiche Ariostea       | 3.º                   |              |
| 1992      | Pavel Tonkov       | Lampre-Colnago           | 7.º                   |              |
| 1993      | Pavel Tonkov       | Lampre-Polti             | 5.º                   |              |
| 1994      | Yevgueni Berzin    | Gewiss-Ballan            | General               |              |
| 1995-2006 | No entregado       | No entregado             | No entregado          | No entregado |
| 2007      | Andy Schleck       | Team CSC                 | 2.º                   |              |
| 2008      | Riccardo Riccò     | Saunier Duval-Prodir     | 2.º                   |              |
| 2009      | Kevin Seeldraeyers | Quick Step               | 14.º                  |              |
| 2010      | Richie Porte       | Team Saxo Bank           | 7.º                   |              |
| 2011      | Roman Kreuziger    | Astana Pro Team          | 6.º                   |              |
| 2012      | Rigoberto Urán     | Team Sky                 | 7.º                   |              |
| 2013      | Carlos Betancur    | AG2R-La Mondiale         | 5.º                   |              |
| 2014      | Nairo Quintana     | Movistar Team            | General               |              |
| 2015      | Fabio Aru          | Astana Pro Team          | 2.º                   |              |
| 2016      | Bob Jungels        | Etixx-Quick Step         | 6.º                   |              |
| 2017      | Bob Jungels        | Quick-Step Floors        | 8.º                   |              |
| 2018      | Miguel Ángel López | Astana Pro Team          | 3.º                   |              |
| 2019      | Miguel Ángel López | Astana Pro Team          | 7.º                   |              |
| 2020      | Tao Geoghegan Hart | INEOS Grenadiers         | General               |              |
| 2021      | Egan Bernal        | INEOS Grenadiers         | General               |              |
| 2022      | Juan Pedro López   | Trek-Segafredo           | 10.º                  |              |
| 2023      | João Almeida       | UAE Team Emirates        | 3.º                   |              |
| 2024      | Antonio Tiberi     | Team Bahrain Victorious  | 5.º                   |              |
| 2025      | Isaac Del Toro     | UAE Team Emirates XRG    | 2.º                   |              |

### Palmarés por país
| País           | Victorias | Último vencedor            |
| -------------- | --------- | -------------------------- |
| Italia         | 14        | Antonio Tiberi en 2024     |
| Colombia       | 6         | Egan Bernal en 2021        |
| Luxemburgo     | 3         | Bob Jungels en 2017        |
| Reino Unido    | 3         | Tao Geoghegan Hart en 2020 |
| Rusia          | 2         | Vladímir Karpets en 2004   |
| Estados Unidos | 2         | Andrew Hampsten en 1986    |
| Australia      | 1         | Phil Anderson en 1982      |
| Ucrania        | 1         | Yaroslav Popovych en 2005  |
| España         | 1         | Juan Pedro López en 2022   |
| Portugal       | 1         | João Almeida en 2023       |
| México         | 1         | Isaac Del Toro en 2025     |